# Alebra rubrafrons
Alebra rubrafrons är en insektsart som beskrevs av Delong 1918. Alebra rubrafrons ingår i släktet Alebra och familjen dvärgstritar. Inga underarter finns listade i Catalogue of Life.